# Pilot Pen Tennis 2006
Pilot Pen Tennis 2006 - тенісний турнір, що проходив на відкритих кортах з твердим покриттям Cullman-Heyman Tennis Center у Нью-Гейвені (США). Це був 22-й за ліком Connecticut Open. Належав до серії International в рамках Туру ATP 2006, а також до турнірів 2-ї категорії в рамках Туру WTA 2006. Тривав з 20 до 26 серпня 2006 року.

## Фінальна частина

### Одиночний розряд, чоловіки
Микола Давиденко —  Агустін Кальєрі 6–4, 6–3.

### Одиночний розряд, жінки
Жустін Енен —  Ліндсі Девенпорт 6–0, 1–0 ret.

### Парний розряд, чоловіки
Джонатан Ерліх /  Енді Рам —  Маріуш Фирстенберг /  Марцін Матковський 6–3, 6–3.

### Парний розряд, жінки
Янь Цзи /  Чжен Цзє —  Ліза Реймонд /  Саманта Стосур 6–4, 6–2.